# فلابي بيرد
فلابي بيرد أو الطير المرفرف (بالإنجليزية: Flappy Bird) هي لعبة تُلعب على الأجهزة الذكية وتكمن في محاولة السيطرة على طير ذو الشفاه الكبيرة من أجل تمريره بين الأنابيب، قد يبدو الأمر سهلاً إنما هو في الواقع معقد للغاية وقد جرى تحديث واحد فقط بعد مدة قليلة من إصدار اللعبة تم فيه إضافة طيور وأوقات عشوائية.
وقد اجتذب هذا التطبيق الملايين من اللاعبين من جميع أنحاء العالم، وكان التطبيق الأكثر تحميلاً على متجر آبل في 100 دولة، من بينها الولايات المتحدة وفرنسا. إلا أن دونغ نغوين، مطور اللعبة، قرر سحبها من المتاجر الخاصة بالهواتف والأجهزة الذكية ولا تزال الأسباب غامضة إلى حد ما علماً أنه كان يتقاضى حوالي 50 ألف دولار يومياً من عائدات الدعاية فقط، ومع سحب التطبيق، ترك دونغ الآلاف من محبي اللعبة يشتكون، لكن تبين مؤخراً أن هناك حل للموضوع إذ قرر العديد من الناس اللجوء إلى موقع eBay لبيع هواتفهم التي سبق وتم تثبيت التطبيق عليها مسبقاً بأسعارٍ تراوحت ما بين 300 و99990 دولار لآي فون 5S مثلاً في مزاد.

## توقفها

فلابي بيرد الأصلية أثناء اللعب

أعلن نجوين ها دونج مبتكر لعبة فلابي بيرد وهي اللعبة الأشهر على نظامي ابل واندرويد لتشغيل الهواتف المحمولة انه سيوقف اللعبة في الساعة 17:00 بتوقيت جرينتش اليوم الأحد. وفي تغريدة على موقع تويتر نشرت الساعة 19:00 بتوقيت جرينتش أمس السبت قدم دونج الاعتذار لمستخدمي اللعبة التي باتوا يدمنونها. وقال دونج «بعد 22 ساعة من الآن ساوقف فلابي بيرد... ليست هناك قضايا قانونية وراء القرار».
واحدثت اللعبة ضجة بعدما أصبحت إحدى الألعاب الأكثر تنزيلا على الهواتف المحمولة عبر نظامي آبل واندرويد. ويتعين على مستخدمي اللعبة توجيه طائر بين انابيب خضراء اللون. وجرى تنزيل نسخة اللعبة على نظام التشغيل اندرويد ما يصل إلى 50 مليون مرة. ويسأل اشخاص كثيرون دونج عبر تويتر عن قراره وقف اللعبة بعد يوم فقط على حديثه عن تطويرها لتعمل على الهواتف ذات نظام التشغيل ويندوز.
ولم يتسن الوصول لدونج للتعقيب. واغلق دونج هاتفه المحمول بعدما الغى مقابلة مع رويترز يوم الخميس. وكان دونج قال في مقابلة مع وسائل اعلام إن اللعبة التي قال إنه استلهمها من لعبة ماريو بروس الخاصة بشركة نينتندو تحقق ما متوسطه 50 الف دولار يوميا من خلال الاعلانات. وقال صديقان لدونج ان نينتندو ارسلت له خطاب تهديد.

## برمجيات خبيثة
استغل مطورون الشهرة الكبيرة التي حققتها لعبة "فلابي بير د Flappy Bird، والتي تم حذفها نهائياً من متجري "آب ستور" و«غوغل بلاي»، لإطلاق تطبيقات شبيهة بها تحتوي على برمجيات خبيثة تستهدف عشاق اللعبة.
وكشفت شركة «تريند مايكرو» للحلول الأمنية عن بدء انتشار تطبيقات تعيد تقديم اللعبة مرة أخرى بنفس شكلها القديم على متجر تطبيقات «غوغل بلاي»، إلا أن تلك التطبيقات تتطلب من المستخدم الموافقة على صلاحية «إضافة/إرسال رسائل نصية» أثناء التثبيت.
وأضافت الشركة أن هذه الصلاحية تتيح للتطبيقات المشبوهة تنفيذ أوامر مثل إرسال رسائل نصية قصيرة لأرقام محددة دون علم مالك الهاتف، وهي الأرقام التي تستقطع جزءاً من رصيد المستخدم مع كل رسالة.
كما لفتت إلى أن البرمجيات الخبيثة التي تحتويها تلك التطبيقات تتيح لمطوريها كذلك الحصول على معلومات أخرى عن المستخدم، مثل رقم هاتفه النقال وعنوان بريده الإلكتروني المشترك به على متجر «غوغل بلاي».
ولم تكن تلك التطبيقات هي الوحيدة التي تستهدف عشاق اللعبة، حيث أوضحت «تريند مايكرو» أن هناك بعض التطبيقات الشبيهة بلعبة «فلابي بيرد» الأصلية، تتطلب من المستخدم الدفع لبدء اللعب بعد تنزيلها، ولا تعمل اللعبة مطلقاً إلا بعد إتمام عملية الدفع. ونصحت «تريند مايكرو»، التي توفر تطبيقاً خاصاً لأمن الهواتف الذكية، مستخدمي الهواتف العاملة بنظام «أندرويد» بالحذر عند تثبيت التطبيقات، كما نصحتهم بتثبيت أحد تطبيقات مكافحة الفيروسات والبرمجيات الخبيثة.
يذكر أن مطور لعبة «فلابي بيرد» الأصلي كان قد قرر سحب التطبيق نهائياً من متجري «آب ستور» و«بلاي ستور»، رغم شعبيته الكبيرة، بعد أن تجاوز 50 مليون عملية تثبيت خلال أيام قليلة، مبرراً قراره بأن اللعبة كانت تسبب إدمان المستخدمين عليها.

## وصلات خارجية
- Flappy Bird für Desktop نسخة محفوظة 1 أغسطس 2015 على موقع واي باك مشين.
- Flappy Bird für iTunes
- Flappy Bird für Google Play
- لعبة فلابي بيرد على الويب نسخة محفوظة 5 يوليو 2017 على موقع واي باك مشين.